# Brachystola ponderosa
Brachystola ponderosa är en insektsart som beskrevs av Bruner, L. 1906. Brachystola ponderosa ingår i släktet Brachystola och familjen Romaleidae. Inga underarter finns listade i Catalogue of Life.